# Ščjolkovskaja (stanice metra v Moskvě)

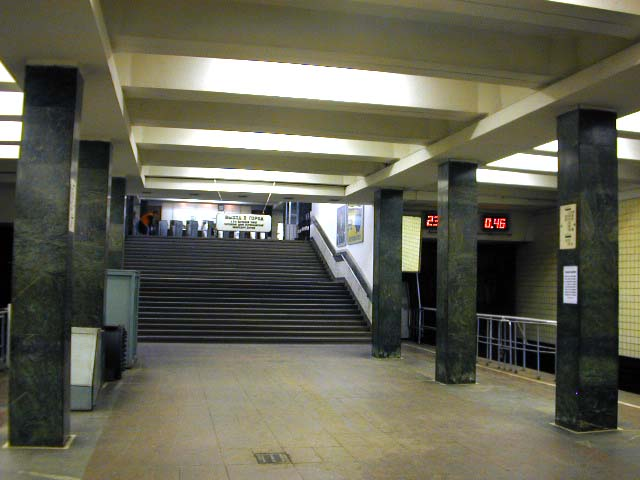
Nástupiště stanice

Ščjolkovskaja (rusky Щёлковская) je stanice moskevského metra.

## Charakter stanice
Stanice se nachází na Arbatsko-Pokrovské lince, ve východní části ruské metropole. Je zároveň také východní konečnou celé linky. Sčjolkovskaja je mělce založená hloubená stanice s ostrovním nástupištěm postavená podle klasické koncepce (nástupiště s dvěma řadami celkem zhruba čtyřiceti sloupů). Obklad sloupů tvoří zelený mramor, stěny za nástupištěm pak kovové pláty (do roku 2002 byly stěny obložené dlaždicemi). Architekty stanice jsou Ivan Taranov a Naděžda Bykova. Veřejnosti slouží Ščjolkovskaja od 22. července 1963.